# Crédit Agricole (велокоманда)
Crédit Agricole (UCI Team Code: C.A) — французская профессиональная шоссейная велокоманда, существовавшая в 1958 — 2008 годах.

## История
Команда была основана в 1958 году под названием Peugeot-BP-Dunlop, за время своего существования несколько раз меняла название. В 1998 году главным спонсором команды стал банк Crédit Agricole. В сезонах 1998—1999 и 2001—2004 годов команда выступала в рядах первгого дивизиона. В 2005 году была приглашена в UCI ProTour и выступала в нём до расформирования, которое произошло 12 октября 2008 года в связи с прекращением финансирования из-за смены приоритетов банка.

## Победы
2002
- Тур де Франс: этап 18 — Тур Хусховд

2004
- Тур де Франс: этап 8 — Тур Хусховд

2005
UCI ProTour:
- Тур Каталонии: этап 7 — Тур Хусховд
- Джиро д’Италия: этап 16 — Кристоф Ле Мевель
- Тур де Франс: спринтерская классификация  — Тур Хусховд
- Дофине Либере: этап 1 — Тур Хусховд
- Вуэльта Испании: этап 5 — Тур Хусховд
- Тур Польши: этап 3 — Яан Кирсипуу

Континентальные туры:
- Тур Люксембурга: генеральная классификация — Ласло Бодроги
- Тур Лимузена: генеральная классификация — Себастьен Жоли

Национальные чемпионаты:
- Норвегии в гонке на время — Тур Хусховд
- Казахстана в гонке на время — Дмитрий Муравьёв
- Эстонии в гонке на время — Яан Кирсипуу
- Эстонии в групповой гонке — Яан Кирсипуу

2006
UCI ProTour:
- Тиррено — Адриатико: этап 4 — Тур Хусховд
- Гент — Вевельгем — Тур Хусховд
- Тур Каталонии: этап 7 — Тур Хусховд
- Тур де Франс: пролог и этап 20 — Тур Хусховд
- Вуэльта Испании: этап 6 и спринтерская классификация  — Тур Хусховд

Континентальные туры:
- Тур Средиземноморья: этап 3 — Crédit Agricole
- Тро-Бро Леон — Марк Реншоу
- Полинорман — Антони Шарто

Национальные чемпионаты:
- Венгрии в гонке на время — Ласло Бодроги
- Эстонии в гонке на время — Яан Кирсипуу
- Венгрии в групповой гонке — Ласло Бодроги

2007
UCI ProTour:
- Тур де Франс: этап 4 — Тур Хусховд

Континентальные туры:
- Тур Лангкави: генеральная классификация — Антони Шарто

Национальные чемпионаты:
- Ирландии в гонке на время — Николас Рош
- Венгрии в гонке на время — Ласло Бодроги

2008
UCI ProTour:
- Тур Даун Андер: этап 1 — Марк Реншоу
- Париж — Ницца: пролог — Тур Хусховд
- Тур Каталонии: пролог, этап 1 и очковая классификация — Тур Хусховд
- Тур де Франс:
  - этап 2 — Тур Хусховд
  - этап 15 — Саймон Джерранс
- Дофине Либере: этап 7 — Дмитрий Фофонов
- Вуэльта Испании: этап 10 — Себастьен Ино
- Тур Польши: этап 3 — Анджело Фурлан

Континентальные туры:
- Тур Средиземноморья:
  - этап 1 — Тур Хусховд
  - этап 3 и генеральная классификация — Александр Бочаров
- Тур Лимузена:
  - этап 1 — Николас Рош
  - этап 3 и генеральная классификация — Себастьен Ино
- Тур Соммы — Вильям Боне
- Гран-При Исбержа — Вильям Боне

Национальные чемпионаты:
- Венгрии в гонке на время — Ласло Бодроги
- Литвы в гонке на время — Игнатас Коноваловас

## Известные велогонщики
- Ласло Бодроги (ITA)
- Крис Бордман (GBR)
- Саймон Джерранс (AUS)
- Яан Кирсипуу (EST)
- Грег Лемонд (USA)
- Роберт Миллар (GBR)
- Кристоф Моро (FRA)
- Стюарт О'Грэйди (AUS)
- Йенс Фогт (GER)
- Тур Хусховд (NOR)